# Ceroleptus
Ceroleptus là một chi bọ cánh cứng trong họ 
Elateridae.
Chi này được miêu tả khoa học năm 1927 bởi Fleutiaux.

## Các loài
Các loài trong chi này gồm:
- Ceroleptus brevicollis (Candèze, 1878)
- Ceroleptus nivea (Fleutiaux, 1918)
- Ceroleptus sulcata (Fleutiaux, 1903)